# Alecrim-de-campinas
O alecrim-de-campinas ou Alecrim, ibirapepê, iba-uirapurê, pau-alecrim ou, ainda, bago-de-morcego (Holocalyx balansae Micheli) é uma árvore da família das fabáceas, subfamília Caesalpinioideae.
É uma árvore de crescimento lento, que atinge um porte de 10 a 25 metros de altura. A floração ocorre entre agosto a outubro. A frutificação ocorre de outubro a dezembro, e seu fruto é carnoso, incomum na família. Tem origem no Brasil.
Sinonímia botânica: Holocalyx glaziovii Taub.